# Colunga
Colunga é um concelho (município) da Espanha na província e Principado das Astúrias. Tem 97,57 km² de área e em 2019 tinha 3 257 habitantes (densidade: 33,4 hab./km²).

## Demografia
| Variação demográfica do município entre 1991 e 2004 | Variação demográfica do município entre 1991 e 2004 | Variação demográfica do município entre 1991 e 2004 | Variação demográfica do município entre 1991 e 2004 |
| --------------------------------------------------- | --------------------------------------------------- | --------------------------------------------------- | --------------------------------------------------- |
| 1991                                                | 1996                                                | 2001                                                | 2004                                                |
| 5100                                                | 4681                                                | 4282                                                | 3947                                                |

## Sidra
Colunga pertence à Comarca da Sidra, juntamente com outros 5 municípios do centro-oriente asturiano, situados entre o mar e a montanha. A sidra aqui produzida possui a Denominação de Origem Sidra de Astúrias.